# Port lotniczy Santa Ana (Kolumbia)
Port lotniczy Santa Ana (IATA: CRC, ICAO: SKGO) – port lotniczy położony w Cartago, w departamencie Valle del Cauca, w Kolumbii.